# 真の人権擁護を考える懇談会
真の人権擁護を考える懇談会（しんのじんけんようごをかんがえるこんだんかい）は、自由民主党で人権擁護法案に反対する議員が結成したグループ（議員連盟）。

## 概要
2005年4月5日結成。所属議員の多くが郵政民営化法案に反対した議員と重なり、同年9月におこなわれた第44回衆議院議員総選挙で過半数の議員が落選・離党したため活動は停滞した。

## メンバー
- 最高顧問 麻生太郎
- 顧問 中曽根弘文
- 会長（空席）
- 座長 古屋圭司
- 副会長 岩屋毅・山谷えり子
- 幹事長（空席）
- 事務局長 城内実
- 事務局次長 古川禎久
- 幹事 金子恭之・江藤拓・萩生田光一・御法川信英・宮下一郎・柴山昌彦

## 元メンバー
- 永岡洋治（幹事・2005年に死去）
- 青山丘（顧問代理・2005年に落選）
- 柏村武昭（幹事・2007年に議員辞職）
- 後藤博子（幹事・2007年に落選）
- 佐藤錬（幹事・2009年に引退）
- 赤城徳彦（副会長・2009年に落選）
- 森岡正宏（幹事長・2009年に落選）
- 早川忠孝（幹事・2009年に落選）
- 谷津義男（最高顧問・2009年に落選）
- 亀井久興（顧問代理・2009年に落選）
- 亀井郁夫（副会長・2010年に引退）
- 小林興起（副会長・2012年に落選）
- 川上義博（幹事・2013年に落選）
- 平沼赳夫（会長・2017年に引退）
- 菅原一秀（幹事・2021年に議員辞職）
- 河村建夫（副会長・2021年に引退）
- 中山泰秀（幹事・2021年に落選）
- 安倍晋三（最高顧問・2022年に死去）
- 奥野信亮（幹事・2024年に引退）
- 衛藤晟一（副会長・2025年に引退）